# Paul Mercier (homme politique, 1864-1938)
Pour les articles homonymes, voir Mercier.
Paul Mercier, né le 15 juillet 1864 à Niort (Deux-Sèvres) et mort le 15 mars 1938 à Niort, est un homme politique français.

## Biographie
Fils d'imprimeur, directeur d'un journal libéral, et ancien maire de Niort, il s'installe comme avocat à Niort en 1888. Il succède à son père à la tête du Mémorial des Deux-Sèvres. Il est conseiller municipal de Niort de 1892 à 1894, adjoint au maire de 1904 à 1908, conseiller général en 1913 et président du conseil général de 1920 à 1924. Il est député des Deux-Sèvres de 1919 à 1924, inscrit au groupe de l'Action républicaine et sociale. Après sa défaite en 1924, il quitte la vie politique et s'installe comme avocat à Paris.
Il épouse Louise Françoise Félicie Ayrault (1864-1941). Leur fils Jacques Mercier, élève à  l'École des Chartes, mobilisé en août 1914, est tué à 26 ans à Loos-en-Gohelle en mai 1915.

## Source
- « Paul Mercier (homme politique, 1864-1938) », dans le Dictionnaire des parlementaires français (1889-1940), sous la direction de Jean Jolly, PUF, 1960 [détail de l’édition]